# György Iványi
György Iványi (* 16. Januar 1939 in Szeged; † 19. November 2019) war ein ungarisch-deutscher Bauingenieur.

## Biografie
Sein Vater war Beamter bei der ungarischen Staatsbahn, und Ivanyi wuchs in Szeged und ab 1949 in Budapest auf. Zunächst wollte er Biochemiker werden, studierte dann aber Bauingenieurwesen an der TU Budapest. 1962 schloss er das Studium ab und erhielt für seine Abschlussarbeit über eine hyperbolische Paraboloid-Schalenkonstruktion für eine Sporthalle den 1. Preis des Ingenieurvereins verbunden mit einer Reise in die Sowjetunion. Nach Studienabschluss wurde er der staatlichen Brückenbaufirma in Budapest zugewiesen und beaufsichtigte den Bau einer Brücke über die Theiß und war dann am Bau der Elisabethbrücke in Budapest beteiligt. Nebenbei arbeitete schon wie im Studium in einem Ingenieurbüro (einem Planungsbüro für Industriebau). Er wollte bei Lajos Kollar 1964 über die Stabilität eines speziellen Stahlbetonbogens promovieren, erfuhr dann aber nach Fertigstellung der Dissertation, dass Josef Eibl  damit kurz zuvor schon bei Karl Kordina in Braunschweig  promoviert hatte. Kordina lud ihn an die TU Braunschweig ein, wo er 1967 promovierte (Die Traglast von offenen, kreisförmigen Stahlbetonquerschnitten – Brazier-Effekt) und eine enge Kooperation mit Josef Eibl begann. 1978 wurde er ordentlicher Professor für Massivbau an der damaligen Gesamthochschule Essen, später Universität Duisburg-Essen. Dort baute er den Fachbereich Bauingenieurwesen auf und sorgte für eine Ausstattung unter anderem mit einer Versuchshalle. Seinem Fachbereich stand er zweimal als Dekan vor. Im März 2004 wurde Iványi emeritiert.
Er befasste sich neben konstruktiven Fragen auch mit den Eigenschaften von Beton, besonders dessen Dauerhaftigkeit. Er befasste sich mit Kälteschock an Beton, Brückenschäden besonders an Koppelfugen, Reparatur von Schäden an Massivbauten, Rissverpressung, Dichtigkeit von Stahlbetonbehältern, mit Vorspannungstechnik und externer Vorspannung.

## Schriften (Auswahl)
- mit Josef Eibl: Studie zum Trag- und Verformungsverhalten von Stahlbeton, Berlin: Ernst 1976
- mit Josef Eibl, Herbert Schambeck: Berechnung kastenförmiger Brückenwiderlager, Düsseldorf: Werner 1988 (zuerst 1973)
- mit W. Buschmeyer, J. Eibl, G. Kobler: Vorspannung ohne Verbund, Technik und Anwendung. In: Beton-Kalender 1995
- mit Wilhelm Buschmeyer: Faulbehälter aus Stahlbeton, Düsseldorf: Beton-Verlag 1991
- mit W. Buschmeyer: Flüssigkeitsbehälter, Beton-Kalender 2000
- Bemerkungen zu „Mindestbewehrung“ in Wänden, Beton- und Stahlbetonbau, Band 90, November 1995, S. 283–289.